# Alfredectes
Alfredectes is een geslacht van rechtvleugeligen uit de familie sabelsprinkhanen (Tettigoniidae). De wetenschappelijke naam van dit geslacht is voor het eerst geldig gepubliceerd in 1988 door Rentz.

## Soorten
Het geslacht Alfredectes omvat de volgende soorten:
- Alfredectes browni Rentz, 1988
- Alfredectes semiaeneus Serville, 1838